# نيشان تاج السنديان
وسام نيشان تاج السنديان (بالفرنسية: Ordre de la Couronne de chêne)‏ هو ميدالية لوكسمبورجية أنشأه فيلم الثاني في 29 ديسمبر 1841.
يتضمن هذا الوسام خمس طبقات للعسكريين والمدنيين على حدٍ سواء، وهي حسب الترتيب التنازلي:
- رتبة فارس Chevalier
- رتبة ضابط Officier
- رتبة قائد Commandeur
- رتبة قائد عظيم Grand officier
- رتبة الصليب الأكبر Grand-croix